# Can Patrici
Can Patrici és una obra de Sant Julià de Ramis (Gironès) protegida com a Bé Cultural d'Interès Local.

## Descripció
Masia allargada de planta i pis, disposada en bancal, amb entrada a la part alta del bancal. La part dreta de la façana principal té una torre de defensa que sobresurt del conjunt, de dues vessants, amb espitlleres i entrada elevada i envoltat per un corriol que dona a les quadres. Té el teulat a doble vessant, perpendicular al carener. Està fet de carreus de calcària.
El conjunt s'ha format per afegits d'altres èpoques, amb un cos central del segle xv i els altres del XVII i XIX.